# Артур Шо
Артур Бригс Шо (енгл. Arthur Briggs Shaw; Џолијет, Илиноис, 28. јул 1886 — Алтадена, Калифорнија, 18. јул 1955) је бивши амерички атлетичар, специјалиста за трку 110 метара са препонама.
Био је студент Дармут универзитета. На првенству у САД такмичио се у трчању са препонама и 1906, био је трећи, 2007. други, а 1908. постао је првак. Учествовао је на Олимпијским играма 1908. у Лондону и у дисциплини 110 метара препоне освојио је бронзану медаљу (15,8) иза својих земљака Фореста Смитсона и Џона Гарелса. Победник Форест Смитсон је поставио најбоље време на свету са 15,0 (светски рекорди нису вођени до 1912). Арур Шо је исти резултат постигао после повратка кући са Олимпијских игара и постао светски корекордер у овој дисциплини.